# 凹叶雀梅藤
凹叶雀梅藤（学名：Sageretia horrida）为鼠李科雀梅藤属下的一个种。

## 扩展阅读
- 維基物種上的相關：凹叶雀梅藤